# Aberoptus championus
Aberoptus championus là một loài ve bét thuộc họ Eriophyidae. Những nghiên cứu về loài này dựa trên các cá thể giống cái được phát hiện bên dưới lá của loài Bauhinia championii ở miền Trung Đài Loan.
Đây là một loài động vật cận siêu nhỏ, với chiều dài chỉ 120 μm. Aberoptus championus khác với đồng loại gần nhất của nó, Aberoptus platessoides, ở chỗ chúng không có lông cứng trên đốt ống của cặp chân đầu tiên.